# Час ноль (Германия)
«Час ноль» (нем. Stunde Null) — метафорическое выражение, которым описывают ситуацию в Германии сразу после поражения во Второй мировой войне.
Для Германии 1945 год, год освобождения от нацистской тирании, также стал «низшей точкой в современной немецкой истории». Помимо огромных территориальных потерь, беспрецедентное количество погибших, беженцев, пленных, изнасилованных женщин наводило на мысль о конце Германии. Невозможно точно определить, кто впервые употребил выражение «час ноль», но эта метафора стала крылатой фразой, выражавшей идею полного поражения как конечной точки, «тупика истории», но также и как возможности для возрождения Германии на основе новых принципов.
Прусско-германская историческая традиция оказалась выхолощенной и обесцененной из-за её использования нацистами, и было неясно, на какую традицию должна опираться будущая немецкая политика. Немцы воспринимали положение, создавшееся после мая 1945 года, как своего рода «отсутствие истории». Вместо общенациональных представлений о целях на первый план выступили региональные тенденции. Симптомом этого стали как почти полное отсутствие во второй половине 1940-х годов инициатив, направленных против обозначавшегося раскола Германии, так и рано проявившиеся симпатии к европейской интеграции.